# Мунк, Сигне
Сигне Мунк (дат. Signe Munk; родилась 10 марта 1990 года, Оденсе) — датская политическая деятельница, депутат Фолькетинга от Социалистической народной партии (СНП). Избрана в парламент на всеобщих выборах 2019 года. Параллельно с политической работой учится на медсестру. 

## Политическая карьера
С 2009 по 2013 год Мунк был членом городского совета муниципалитета Виборг. Избранная в 19-летнем возрасте, Сигне Мунк вошла в комитет по культуре, где отстаивала сохранение местных социальных и культурных пространств вроде места для танцев Палеттен. На местных выборах в 2013 году она больше не баллотировалась. На национальном съезде СНП в 2014 году она была избрана заместителем председателя партии вместе с Тонни Хансеном.
На парламентских выборах 2015 года Сигне Мунк была выдвинута в округе Западной Ютландии, где получила 1536 личных голосов (из СНП её обогнал только ветеран датской политики Стин Гаде). Летом 2018 года она была выбрана ведущим кандидатом от СНП по Западной Ютландии. Она была избрана в Фолькетинг на парламентских выборах 2019 года, где получила 6285 личных голосов. После выборов она была представительницей СНП по вопросам климата и энергетики, а также по вопросам социального образования.